# Eparchia di Mississauga
L'eparchia di Mississauga dei Siro-Malabaresi (in latino: Eparchia Mississauguensis) è una sede della Chiesa cattolica siro-malabarese in Canada immediatamente soggetta alla Santa Sede. Nel 2021 contava circa 25.000 battezzati. È retta dall'eparca Jose Kalluvelil.

## Territorio
L'eparchia estende la sua giurisdizione sui fedeli della Chiesa cattolica siro-malabarese residenti in Canada.
Sede dell'eparchia è la città di Mississauga, dove si trova la cattedrale di Sant'Alfonsa.
L'eparchia comprende 16 parrocchie e una trentina di missioni.

## Storia
L'esarcato apostolico per i fedeli siro-malabaresi in Canada fu eretto il 6 agosto 2015 con la bolla Spiritualem ubertatem di papa Francesco.
Il 22 dicembre 2018 è stato elevato ad eparchia con la bolla Munere misericordiae dello stesso papa Francesco e ha ricevuto l'attuale denominazione.

## Cronotassi degli esarchi
Si omettono i periodi di sede vacante non superiori ai 2 anni o non storicamente accertati.
- Jose Kalluvelil, dal 6 agosto 2015

## Statistiche
L'eparchia nel 2021 contava 25.000 fedeli.
| anno | popolazione | popolazione | popolazione | presbiteri | presbiteri | presbiteri | presbiteri                | diaconi | religiosi | religiosi | parrocchie |
| anno | battezzati  | totale      | %           | numero     | secolari   | regolari   | battezzati per presbitero | diaconi | uomini    | donne     | parrocchie |
| ---- | ----------- | ----------- | ----------- | ---------- | ---------- | ---------- | ------------------------- | ------- | --------- | --------- | ---------- |
| 2015 | 9.000       | ?           | ?           | 15         | 12         | 3          | 600                       |         | 3         | ?         | ?          |
| 2016 | 9.100       | ?           | ?           | 15         | 12         | 3          | 606                       |         | 3         | ?         | ?          |
| 2018 | 20.000      | ?           | ?           | 22         | 13         | 9          | 909                       |         | 9         | 12        | 12         |
| 2019 | 16.775      | ?           | ?           | 24         | 16         | 8          | 698                       |         | 8         | 10        | 13         |
| 2021 | 25.000      | ?           | ?           | 22         | 17         | 5          | 1.136                     |         | 5         | 10        | 16         |